# Sloky k turnaji
Sloky k turnaji (v originále Stanze de messer Angelo Politiano cominciate per la giostra del magnifico Giuliano di Pietro de Medici ) jsou významným dílem italského učence a básníka Angela Poliziana, který dílo napsal na oslavu vítězství Juliána Medicejského v rytířském turnaji roku 1475.

## Děj
První část příběhu popisuje mladého Julia, který tráví svůj čas lovem a vůbec se nezajímá o lásku. To se nelíbí bohu Cupidovi, proto na mladíka nastraží léčku a při jednom lovu sešle do jeho blízkosti krásnou laň. Julio neodolá, utíkající laň sleduje až do okamžiku, kdy se laň promění v krásnou nymfu a lovec, zasažen Cupidovým šípem, se beznadějně zamiluje. Cupid je nyní spokojený a vrací se na Kypr ke své matce Venuši.
Ve druhé části bohyně Venuše rozhodne o konání souboje, ve kterém Julio musí prokázat svou lásku k dívce. Tato část je nedokončená, končí ve chvíli, kdy se Julio chystá na souboj.

## Jazyk a styl
Sloky k turnaji jsou alegorickým příběhem psaným v oktávách, resp. uspořádaným do slok o osmi jedenáctislabičných verších. Poliziano báseň napsal v tehdejším lidovém jazyce (volgare), který předcházel moderní italštině. Má osobitý styl pocházející z hluboké znalosti antických autorů a stejně tak stilnovistů, Francesca Petrarcy, Giovanniho Boccaccia či Danta Alighieriho. Již Petrarca píše ve svém Zpěvníku o bílé lani. V Božské komedii Danta Alighieriho se ve zpěvu XXX Očistce objeví Beatrice podobně jako nymfa v díle Angela Poliziana. Sloka o osmi jedenáctislabičných verších byla oblíbeným prostředkem Giovanniho Boccaccia.

Způsob psaní je natolik popisný, že vzbuzuje ve čtenáři fantazii, jako by se díval na obraz. Verše dokonce inspirovaly malíře Sandra Botticelliho k namalování slavných maleb Jaro a Zrození Venuše. 

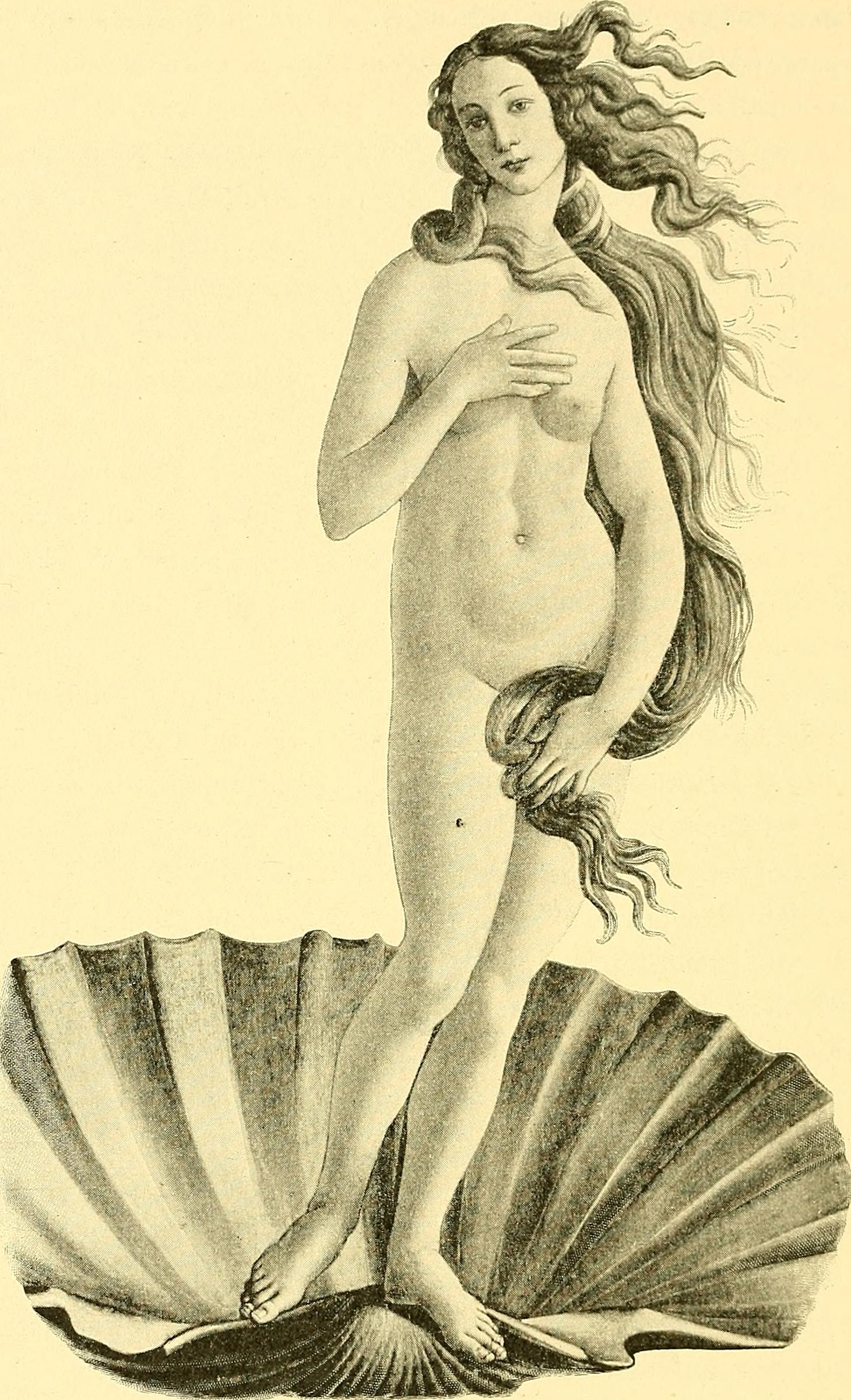
Venuše

Autor se nesnaží o zobrazení reality přímo, vypráví příběh pomocí symbolů. Pro pochopení charakteru postav je nutná znalost jmen z mytologie jako jsou Hippolytos, Cupid, Venuše, kentauři, nymfy, kteří zosobňují určitý archetyp. Při znalosti Hippolyta, který je předobrazem Julia, je jasné, že jde o postavu krásného silného mladíka s vášní pro lov, nikoliv pro ženy.
Ačkoliv je báseň psaná na oslavu vítězství v turnaji, nepopisuje souboj, ale především platonickou lásku mezi Juliem a nymfou.

## Historické pozadí
Julián Medicejský vyhrál souboj v turnaji, který uspořádal 29. ledna 1475 ve Florencii jeho bratr Lorenzo I. Medicejský, řečený Nádherný. Předlohou příběhu je domnělý vztah mezi Juliánem Medicejským a Simonettou Cattaneo, manželkou Marca Vespucciho. Báseň je nedokončená pravděpodobně kvůli neočekávanému úmrtí Simonetty v roce 1476, nicméně důvodem může být i smrt Juliána v roce 1478, kdy byl zavražděn při spiknutí Pazziů v katedrále Santa Maria del Fiore.
Dílo je napsané v období humanismu kdy byla znovuobjevena antická kultura a filosofie, je kladen důraz na člověka a jeho pozemský život. Typickým znakem této doby byla důležitost vzdělání, pozemská láska byla chápána jako prostředek duševního růstu. V díle Sloky k turnaji se postava Julia nemůže rozvinout, dokud nepropadne lásce krásné nymfy a láska je tu jediným pevným bodem celého příběhu.